# Il primo Natale di Casper
Il primo Natale di Casper (Casper's First Christmas) è un film d'animazione natalizio statunitense del 1979 prodotto da Hanna-Barbera, con protagonisti Casper e l'Orso Yoghi.

## Trama
A Natale Casper riceve la visita dei suoi amici: Arturo Muso Duro, Orso Yoghi, Bubu e gli altri personaggi della loro serie (Braccobaldo Bau, Svicolone, Ernesto Sparalesto, Tatino e Papino), ma un altro fantasma cerca di rovinare il loro Natale.

## Doppiaggio
| Personaggi      | Doppiatori originali | Doppiatori italiani |
| --------------- | -------------------- | ------------------- |
| Casper          | Julie McWhirter      | Lorenzo De Angelis  |
| Yoghi           | Daws Butler          | Francesco Mulè      |
| Bubu            | Don Messick          | Sandro Pellegrini   |
| Braccobaldo Bau | Daws Butler          | Sergio Di Giulio    |